# 4771 Hayashi
4771 Hayashi је астероид главног астероидног појаса са средњом удаљеношћу од Сунца која износи 2,685 астрономских јединица (АЈ).
Апсолутна магнитуда астероида је 12,6.